# Étoile éruptive

Eta Carinae est une étoile éruptive variable qui a expulsé de grandes quantités de gaz dans le milieu interstellaire environnant.

Une étoile éruptive est une étoile variable qui peut manifester une augmentation de luminosité aussi spectaculaire qu'imprévisible, d'une durée très variable, quelques minutes ou quelques heures. Tout le spectre augmente d'intensité, des rayons X aux ondes radios.
Les étoiles éruptives sont de petites naines rouges, bien que des recherches récentes indiquent que les naines brunes puissent aussi être capables d'éruptions.

## Étoiles prototypes
Les premières étoiles de ce type (V1396 Cygni et Lacaille 8760) furent découvertes en 1924. La plus connue cependant est UV Ceti découverte en 1948, et aujourd'hui les étoiles éruptives sont parfois connues comme des variables de type UV Ceti.

### Autres exemples
La plus proche voisine du Soleil, Proxima Centauri est une étoile éruptive ainsi qu'une autre voisine Wolf 359. De même, l'étoile de Barnard, la deuxième étoile la plus proche pourrait être une étoile éruptive. Étant si ténues, toutes les étoiles variables connues le sont dans un rayon de 60 al de la Terre.

## Physique de ces éruptions
On pense que les éruptions de ces étoiles sont analogues aux éruptions solaires. Mais ces naines rouges étant bien moins lumineuses que le Soleil, leurs éruptions (comparables aux éruptions solaires) sont bien plus remarquables sur ces étoiles pâles que sur le Soleil.